# Стоимость человеческой жизни
Сто́имость челове́ческой жи́зни (стоимость среднестатистической жизни, ССЖ) — это условная расчётная экономическая величина, для определения которой применяются различные методики и показатели. «Стоимость человеческой жизни» или «стоимость среднестатистической жизни» условна потому, что человеческая жизнь не является рыночным товаром.
Определение стоимости жизни может потребоваться в различных случаях: для определения размера компенсационных выплат при травмировании и гибели людей на производстве, в авариях и катастрофах, при террористических актах; для разработки мер безопасности; для планирования деятельности правоохранительной системы, здравоохранения, аварийных служб; для определения страховых сумм, страховых премий и выплат при страховании жизни и здоровья.

## Подходы к определению стоимости жизни
Подходы оценки стоимости жизни человека можно разделить на объективные и субъективные.
Объективные методы определения стоимости человеческой жизни можно разделить на группы, исходя из показателей, на основании которых делается оценка. Это:
- совокупный пожизненный доход (среднедушевой пожизненный доход человека);
- средний ВВП на душу населения;
- совокупный пожизненный доход и средний ВВП на душу населения, скорректированные исходя из вероятности смерти в том или ином возрасте;
- общественные издержки на воспроизводство человека;
- баланс накопленных и потреблённых человеком материальных благ и услуг.

### «Доходный» подход»
Стоимость жизни человека определяется на основании его доходов. Экономический эквивалент жизни среднестатистического человека равен отношению среднего душевого располагаемого денежного годового дохода к средней вероятности смерти в течение года. Второй вариант этого метода предполагает определение ССЖ как среднедушевого дисконтированного дохода за время ожидаемой продолжительности предстоящей жизни среднестатистического человека.

### Оценка на основе среднедушевого ВВП
В рамках этого подхода преждевременная смерть означает потерю общественной полезности, связанной с человеком. Предполагается, что общественную полезность человека можно измерить с помощью валового внутреннего продукта на душу населения. Соответственно, недополученный в результате преждевременной смерти человека валовый ВВП — это и есть стоимость его жизни.

### Актуарный подход
Оценка производится на основании среднедушевых доходов и ВВП. Его отличительной особенностью является использование развитого математического аппарата для оценки ССЖ исходя из случайного времени наступления смерти. Такие математические методы широко применяются в актуарной математике.

### Затратный подход
ССЖ определяется как сумма затрат, необходимых для воспроизводства человека — общественных издержек на здравоохранение, образование, подготовку трудовых ресурсов и иных расходов.

### Демографический метод
В рамках данного подхода ССЖ определяется на основе баланса материальных благ, произведённых и потреблённых человеком к некоторому возрасту. Таким образом определяется рентабельность возрастной группы населения, её способность накопить средства и создать материальную основу для воспроизводства будущих поколений.
Субъективные методы оценки основываются на восприятии стоимости жизни самими людьми, данные для такой оценки получают с помощью опросов общественного мнения.

### Субъективная оценка на основании социально-экономических исследований
Субъективная оценка стоимости жизни определяется на основании опросов населения. Она отражает общественное представление о справедливости. Этот способ используется Центром стратегических исследований компании «Росгосстрах» для мониторинга стоимости жизни в России с 2007 года. В данном случае под стоимостью жизни понимается размер денежного возмещения семье погибшего, который общество считает справедливым.

### Исследование рынка труда
В основе данного метода лежит различие в зарплатах между отраслями экономики с различным риском смерти. Предполагается, что на конкурентном рынке труда рабочие, занятые на опасном производстве, должны получать надбавку (премию) за риск. Зная уровень оплаты за сходный труд в разных отраслях, различающихся по вероятности гибели работника, можно вычислить стоимость жизни как отношение разницы в годовом доходе к разнице в вероятностях смерти в течение года.

## Примеры оценок
| Подход для оценки или рекомендация организации                    | Стоимость жизни, доллары США | Стоимость жизни, рубли |
| ----------------------------------------------------------------- | ---------------------------- | ---------------------- |
| Исследования рынка труда за пределами России                      | ≈ 5,4 млн долл. США          |                        |
| Рекомендация Еврокомиссии                                         | 3,1 млн евро                 |                        |
| Рекомендация EPA (июль 2008 года)                                 | 6,9 млн долл. США            |                        |
| Рекомендация Войтеховского В. К.(Office of CANADA)                | 17,6 млн долл США            |                        |
| Рекомендация Отдела воды (Office of Water) EPA                    | 8,7 млн долл. США            |                        |
| Рекомендация Министерства транспорта США                          | 5,8 млн долл. США            |                        |
| Рекомендация CPSC                                                 | 2 млн долл. США              |                        |
| Рекомендация FDA                                                  | 5,5 млн долл. США            |                        |
| Рекомендация FAA                                                  | 3 млн долл. США              |                        |
| Рекомендация BLS                                                  | 4 млн долл. США              |                        |
| Исследования рынка труда в России                                 | до 4 млн долл. США           | ≈ 105 млн руб.         |
| Оценка на основе среднедушевого дохода в России                   | ≈ 90 тыс. долл. США          | ≈ 2,5 млн руб.         |
| Оценка на основе среднедушевого ВВП в России                      | ≈ 90 тыс. долл. США          | ≈ 2,5 млн руб.         |
| Оценка на основе актуарного подхода (среднедушевой доход, Россия) | ≈ 320 тыс. долл. США         | ≈ 8,5 млн руб.         |
| Оценка на основе актуарного подхода (среднедушевой ВВП, Россия)   | ≈ 340 тыс. долл. США         | ≈ 9 млн руб.           |
| Рекомендации ЦСИ «Росгосстраха» для России                        | -                            | 4,5 млн руб.           |

## Динамика стоимости человеческой жизни в России
| Оценка справедливого возмещения в связи с гибелью человека на производстве или на транспорте | 2007 | 2008 | 2009 | 2010 | 2011 | 2012 | 2013 | 2014 | 2015 |
| -------------------------------------------------------------------------------------------- | ---- | ---- | ---- | ---- | ---- | ---- | ---- | ---- | ---- |
| Средние оценки стоимости жизни, млрд. руб.                                                   | 13,5 | 48,0 | 37,9 | 32,1 | 40,0 | 36,5 | 39,6 | 32,8 | 49,5 |
| Медианное значение стоимости жизни, млрд. руб.                                               | 13,0 | 32,0 | 19,2 | 14,2 | 8,5  | 12,3 | 1,2  | 19,4 | 17,4 |
| Медианное значение стоимости инвалидности, млрд. руб.                                        | -    | -    | -    | -    | -    | 1,1  | 1,1  | 1,1  | 1,1  |

## Компенсационные выплаты
В России оговорены некоторые компенсационные выплаты в случае смерти человека в рамках социального и обязательного страхования.
| Назначение | Размер компенсационных выплат |
| --- | --- |
| Российская практика | |
| В рамках ликвидации последствий стихийных бедствиях на территории РФ | 2 000 000 руб. |
| В рамках ликвидации последствий чрезвычайных ситуаций (террористический) | 1 000 000 руб. + компенсация погребения |
| В рамках ОСАГО | Лимит ответственности — 500 000 руб. |
| В рамках обязательного страхования гражданской ответственности перевозчика | 2 025 000 руб. |
| В рамках обязательного страхования гражданской ответственности авиаперевозчика | 2 000 000 руб. |
| В рамках обязательного страхования гражданской ответственности владельцев опасного объекта в случае аварии на опасном объекте | 2 000 000 руб. + 25 000 руб. в счет возмещения расходов на погребение |
| В рамках обязательного государственного страхования жизни и здоровья военнослужащих Вооруженных Сил Российской Федерации и граждан, призванных на военные сборы, для нужд Министерства обороны Российской Федерации                                                                        | страховая выплата — 2 337 352, 50 руб.; единовременное пособие — 3 000 000 руб. |
| В рамках обязательного государственного страхования жизни и здоровья сотрудников Министерства внутренних дел РФ, Государственной противопожарной службы, Органов по контролю за оборотом наркотических средств и психотропных веществ, учреждений и органы уголовно-исполнительной системы | страховая выплата — 2 337 352, 50 руб.; единовременное пособие — 3 000 000 руб. |
| В рамках ежемесячной компенсации иждивенцам по потере кормильца-военнослужащего (2014) | Одному члену семьи — 7754 руб.; Двум членам семьи — 5169 руб. каждому; Трем членам семьи — 3877 руб. каждому; Четырём членам семьи — 3101 руб. каждому; Пяти членам семьи — 2585 руб.каждому. |
| В рамках трудовой пенсии по случаю потери кормильца (2015) | Круглым сиротам — 4383,59 руб. в месяц(на каждого ребёнка); Другим нетрудоспособным членам семьи — 2191, 80 руб. в месяц (на каждого нетрудоспособного члена семьи).                          |
| В результате несчастного случая на производстве (Фонд Социального Страхования) | 1 000 000 руб. |
| Средняя страховая сумма по договорам страхования жизни в 2014 году | 174 000—350 000 руб. (в зависимости от типа договора) |
| Зарубежная практика | |
| В рамках страхования жизни и здоровья военнослужащих (Министерство обороны США) | Единовременное пособие, оплата похорон −100 000 $ США, страховая выплата — до 400 000 $ США + пенсии родственникам                                                                            |
| В рамках страхования жизни и здоровья военнослужащих (Швеция) | Более 100 000 $ США |
| в рамках страхования жизни и здоровья военнослужащих, принимавших участие в боевых действиях в составе «многонациональных миротворческих сил» в зоне Персидского залива (Италия) | От 120 000—450 000 $ США |
| В рамках ликвидации последствий террористических атак (Испания) | 1 000 000 $ США |
| В рамках ликвидации последствий террористических атак (Израиль) | 1 500 $ США в мес. |
| В рамках ликвидации последствий уголовных преступлений, в том числе терактов (Великобритания) | 2 000—500 000 $ США |
| В рамках Монреальских дополнений к Варшавской конвенции, 1999 (международные автоперевозки) | 157 000 $ США |

## Примеры компенсационных выплат
| Чрезвычайное происшествие                                     | Размер выплаченного возмещения семьям погибших |
| ------------------------------------------------------------- | --- |
| Катастрофа в Московском метрополитене (2014)                  | 2 000 000 руб. |
| Обрушение строящегося дома в Таганроге (2012)                 | из областного бюджета — 1 000 000 руб., от Администрации г. Таганрога — 200 000 руб.                                                                           |
| Наводнение в Краснодарском крае (2012)                        | от Правительства РФ — 1 000 000, от Администрации Краснодарского края — 1 000 000                                                                              |
| Взрывы на шахте «Распадская» в Кузбассе (2010)                | из государственных фондов — 1 000 000 руб., от ОАО «Распадская угольная компания» — 1 000 000 руб., годовая з/п + з/п за 3 месяца — от 700 000 до 900 000 руб. |
| Авария на Саяно-Шушенской ГЭС (2009)                          | от «РусГидро» — 1 000 000 руб. + двухмесячный заработок погибшего + возмещения расходов на погребение, из федерального бюджета — 1 100 000 руб.                |
| Крушение «Невского экспресса» (2009)                          | из федерального бюджета — 300 000 руб., из регионального бюджета — 300 000 руб. от ОАО РЖД — 500 000 руб.                                                      |
| Пожары в Сибирском федеральном округе, апрель 2015            | 1 000 000 руб. |
| Авария на трассе М53 «Байкал», 22.07.2015                     | 2 025 000 руб. |
| Террористические акты 11 сентября 2001                        | 3 100 000 $ США, погибшим при исполнении служебных обязанностей — 4 200 000 $ США                                                                              |
| Катастрофа A320 под Динь-ле-Беном                             | 1 300 000 $ США+ предварительная компенсация 50 000 евро |
| Убийство афроамериканца полицейским в Чарльстоне, апрель 2015 | 6 500 000 $ США |
| Катастрофа Airbus A330 (2009)                                 | 17 600 евро |
| Конфликты скотоводов в Судане                                 | 50 коров за каждого убитого в межплеменных стычках |